# Gelachernes salomonis
Gelachernes salomonis är en spindeldjursart som beskrevs av Beier 1940. Gelachernes salomonis ingår i släktet Gelachernes och familjen blindklokrypare. Inga underarter finns listade i Catalogue of Life.